# Napoléon II
Pour les articles homonymes, voir Napoléon (homonymie) et Aiglon.
Napoléon François Joseph Charles Bonaparte, né le 20 mars 1811 à Paris et mort le 22 juillet 1832 à Vienne, est le fils et l'héritier de Napoléon Ier, empereur des Français, et de sa seconde épouse, Marie-Louise d'Autriche.
Prince impérial, il est titré roi de Rome à sa naissance.
En 1814, il est évincé par le Sénat à la suite de la prise de Paris par les armées coalisées et de la première abdication de son père. En 1815, à la fin des Cent-Jours, il est proclamé successeur par son père et les parlementaires, lors de la seconde abdication de ce dernier, sous le nom de Napoléon II. L'Assemblée, comme la commission censée régner en son nom, s'abstiennent cependant de proclamer officiellement comme empereur l'héritier impérial qui, âgé de 4 ans, se trouve alors en Autriche. Le « règne » de Napoléon II s'achève au bout de 16 jours lorsque Louis XVIII, soutenu par les armées coalisées, entre dans Paris.
Il porte ensuite le titre de prince de Parme, et enfin celui de duc de Reichstadt qui lui est donné par son grand-père l'empereur d'Autriche.
L'ex-Napoléon II passe le reste de sa vie en Autriche : jusqu'à sa mort à l'âge de 21 ans, il est reconnu par les bonapartistes comme l'héritier du trône impérial.
Son surnom de « l'Aiglon » lui a été attribué à titre posthume, et a été popularisé par la pièce de théâtre d'Edmond Rostand L'Aiglon, le rôle-titre étant créé le 15 mars 1900 par la tragédienne Sarah Bernhardt.

## Roi de Rome, prince impérial et héritier de l'Empire français (1811-1814)

### Naissance

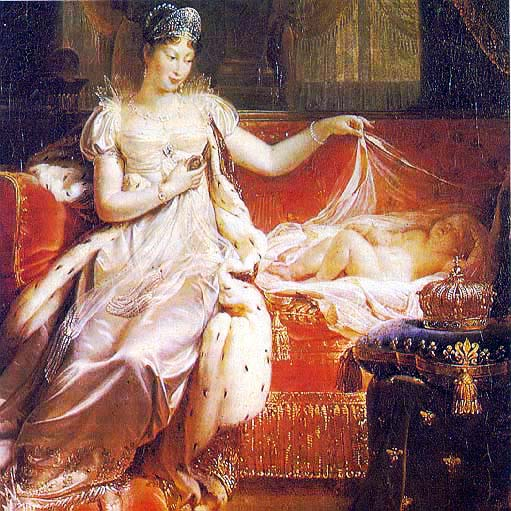
Marie-Louise avec son fils Napoléon II, par Joseph Franque.

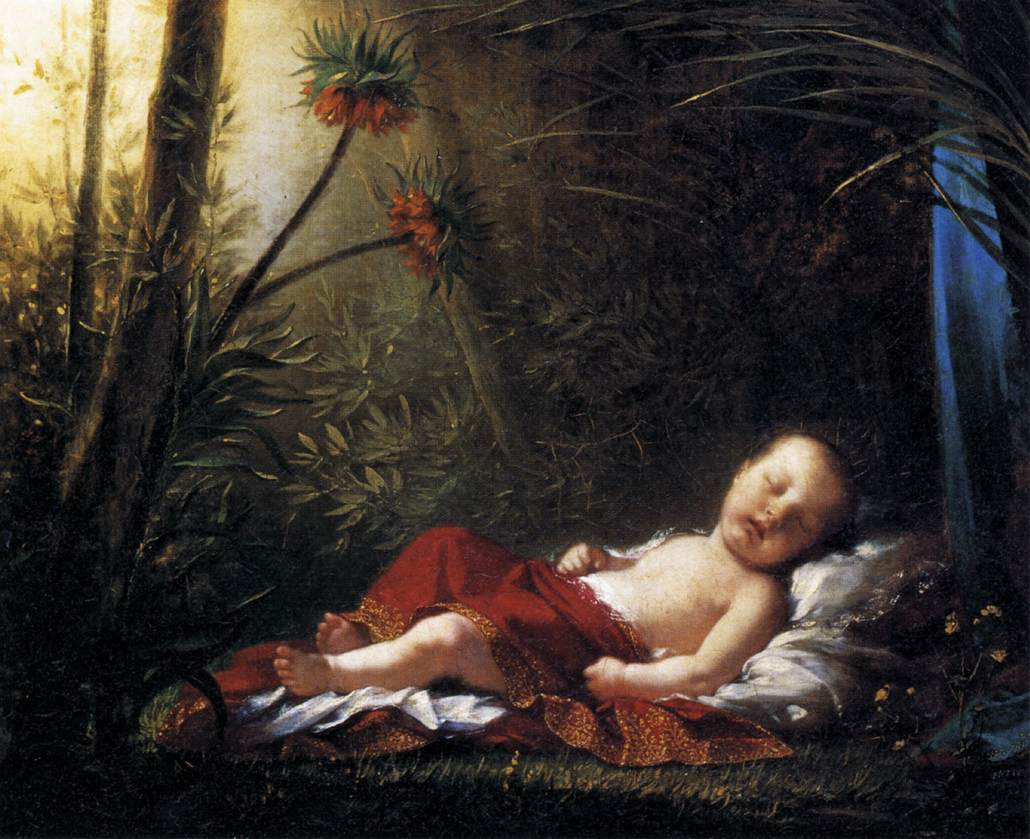
Pierre-Paul Prud'hon, Le Roi de Rome (1811), Paris, musée du Louvre.

Le 20 mars 1811, les vœux de Napoléon sont comblés : Marie-Louise d'Autriche lui donne l'héritier qu'il a tant désiré, car c’est pour l'avoir qu’il a divorcé de Joséphine de Beauharnais. Après l'accouchement difficile de Marie-Louise d'Autriche, sa naissance au palais des Tuileries est annoncée par 101 coups de canon dans Paris, comme convenu dans le cas de la naissance d'un garçon (et 21 s'il s'était agi d'une fille).
Son acte de naissance figurant dans un registre spécial indique : « Sa Majesté l'Empereur et Roi nous a déclaré que son intention était que le roi de Rome reçût les prénoms de Napoléon, François, Joseph, Charles. »
Napoléon est le prénom de son père, François celui de son grand-père maternel et Charles celui de son grand-père paternel ; quant à Joseph, il peut évoquer Joseph Bonaparte, parrain de l'enfant avec le grand-duc de Wurtzbourg. Les prénoms de François, Joseph et Charles sont communs au répertoire anthroponymique des deux familles Bonaparte et Habsbourg-Lorraine.
Le fils de l'empereur Napoléon Ier est aussi, par sa mère, doublement l'arrière-petit-cousin premier de la reine Marie-Antoinette et du roi Louis XVI. Marie-Louise a en effet pour grand-mère maternelle Marie-Caroline d'Autriche, sœur de Marie-Antoinette, reine consort de Naples et épouse de Ferdinand de Bourbon, petit-fils du roi d'Espagne Philippe V, lui-même petit-fils du roi Louis XIV, et pour grand-père paternel l'empereur Léopold II, frère de la reine Marie-Antoinette.

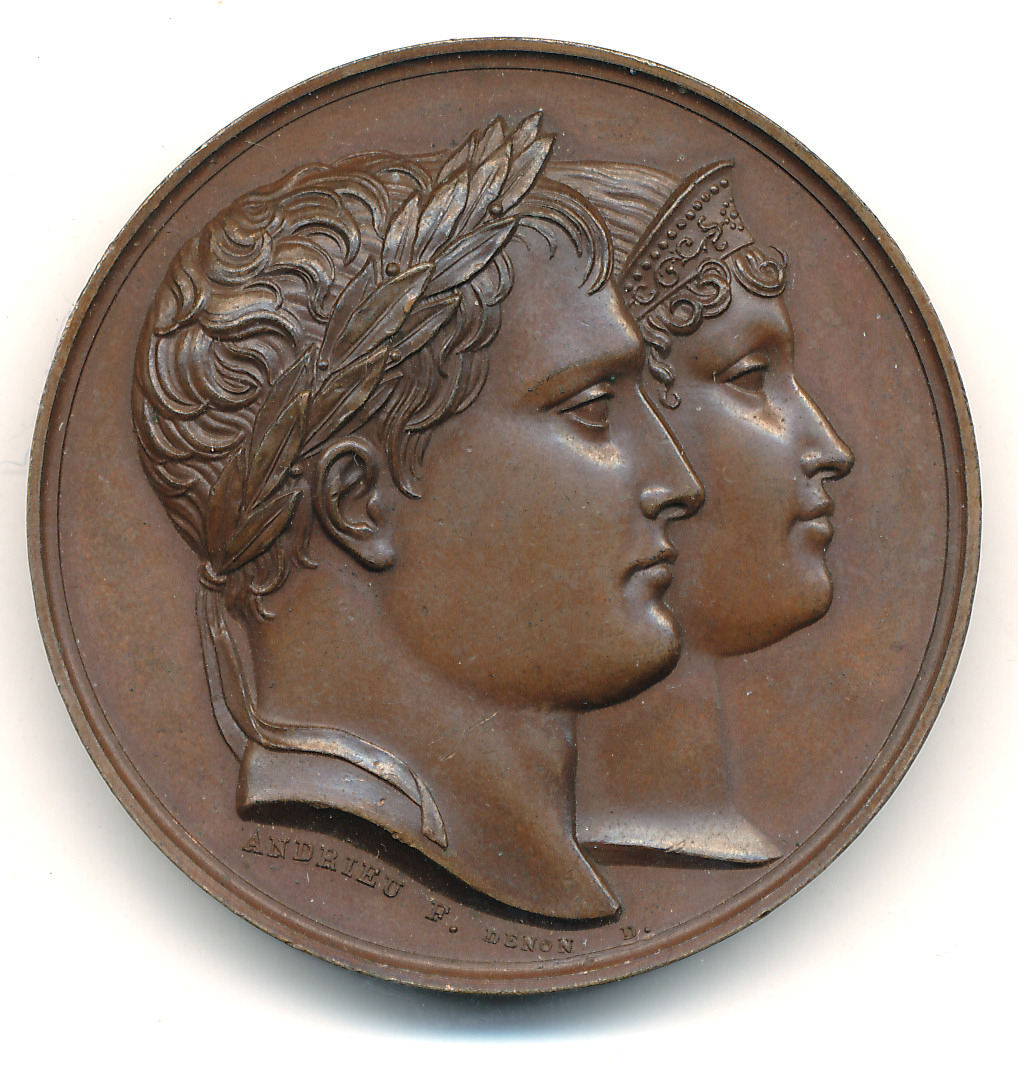
Médaille gravée en 1811 par Jean-Bertrand Andrieu pour commémorer la naissance du roi de Rome.
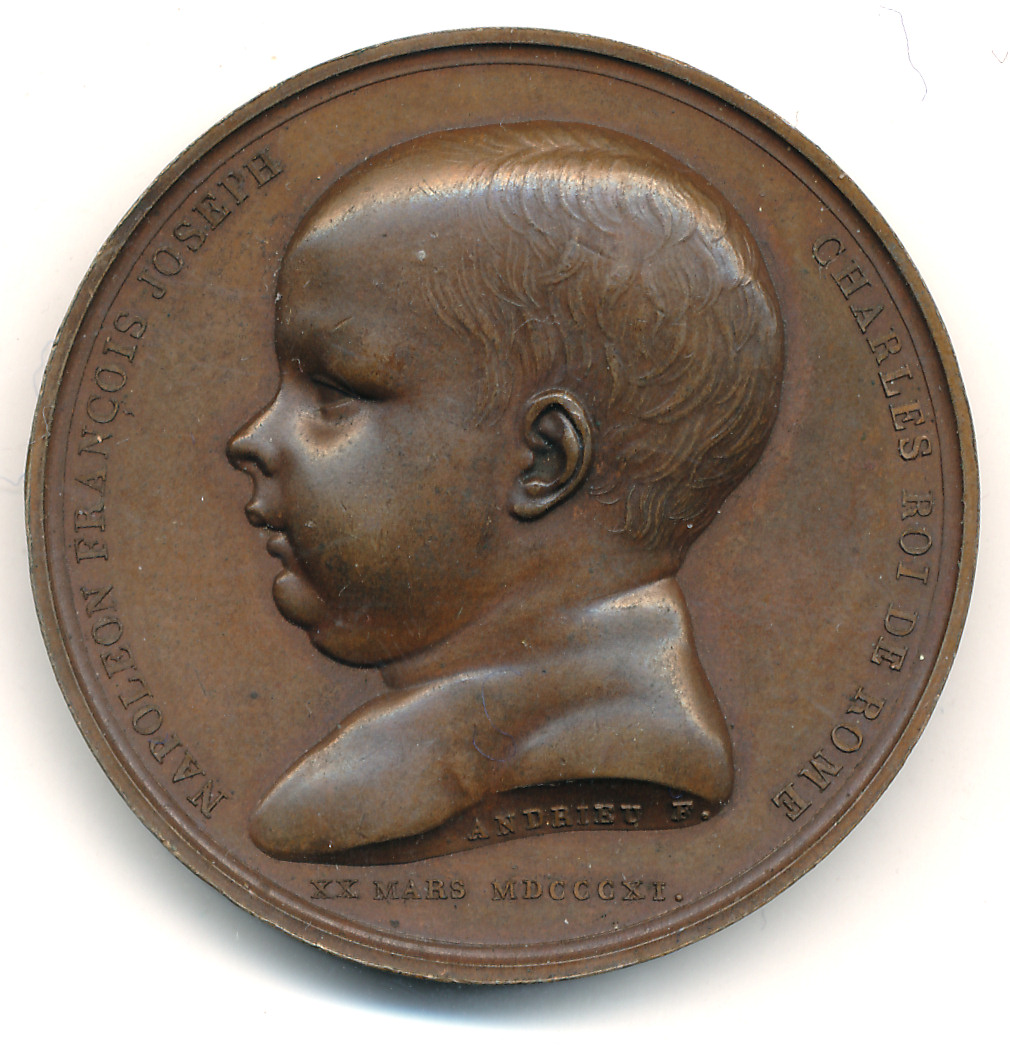
Revers de cette médaille à l'effigie de l'enfant.

### Maison
La maison du roi de Rome a été organisée avant sa naissance. Le choix de la gouvernante se porte, le 22 octobre 1810, sur Louise Charlotte Le Tellier de Louvois-Courtanvaux de Montmirail, qui a épousé en 1780 le baron puis comte de Montesquiou-Fezensac. Dans le but de préparer le décret et le brevet de nomination de la comtesse de Montesquiou comme gouvernante des enfants de France, on reprend les lettres patentes du 9 avril 1722 nommant Anne Julie Adélaïde de Melun, princesse de Soubise, gouvernante des enfants et petits-enfants de France. La comtesse de Montesquiou gouvernera la maison constituée de sous-gouvernantes, berceuses, nourrices, garçons et filles de garde-robes, écuyers, huissiers, maîtres d'hôtels…

### Titre

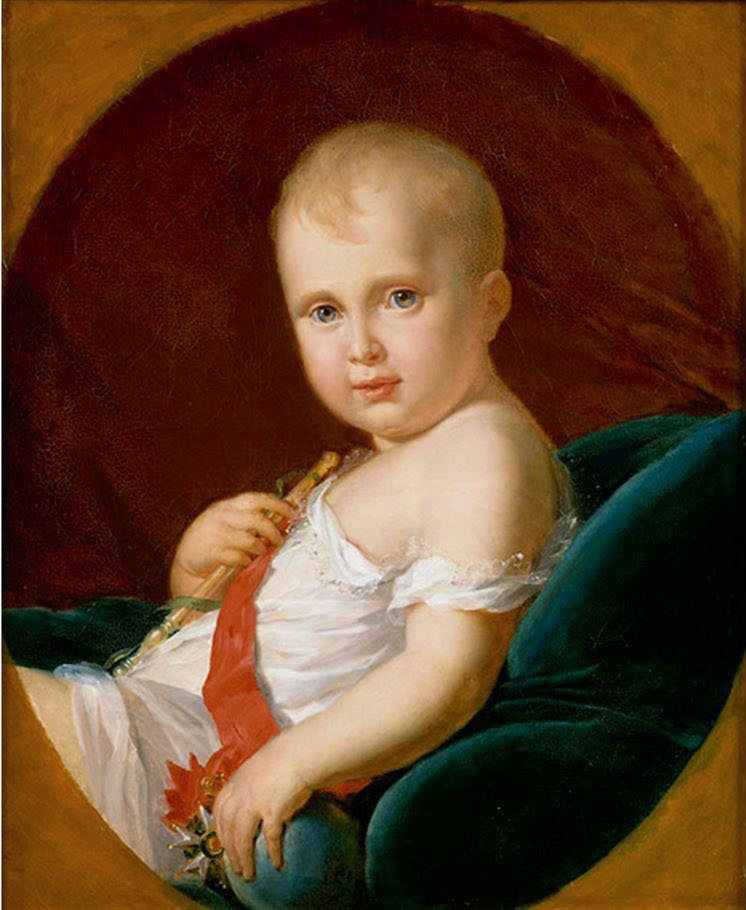
François Gérard, Portrait de Napoleon II, enfant (1811), Versailles, musée de l'Histoire de France.

La Constitution du 28 floréal an XII (18 mai 1804) octroie le titre de « prince impérial » au fils aîné de l'empereur et celui de « prince français » aux autres princes dynastes.
Le jeune prince reçoit, dès sa naissance, le titre de roi de Rome, en vertu de l'article 7 du sénatus-consulte du 17 février 1810, dont le titre premier est intitulé « de la réunion des États de Rome à l'Empire ». Il rappelle le titre de l'héritier du défunt Saint-Empire romain germanique, mais aussi au pape Pie VII que Rome n'est plus que le chef-lieu de l'un des 130 départements français. L'article 10 du sénatus-consulte prévoit que les empereurs des Français, après avoir été couronnés à Notre-Dame de Paris, le seraient également dans Saint-Pierre de Rome, « avant la dixième année de leur règne ». Ce qui peut laisser entendre que l'Empereur prévoit peut-être pour lui-même une telle cérémonie par analogie avec le couronnement de Charlemagne en 800, cérémonie à laquelle il pourrait associer son fils. L'Empereur a envisagé de faire couronner son fils roi de Rome par le pape, mais la dégradation de ses relations avec ce dernier et la chute de l'Empire français empêchent la réalisation de ce projet.
Napoléon Ier décide de donner la plus grande solennité au baptême de son fils, dont le cérémonial est repris de celui ayant servi pour le baptême de Louis Joseph, premier dauphin de France de Louis XVI. Le baptême a lieu le 9 juin 1811 en la cathédrale Notre-Dame de Paris. L'enfant a pour marraines sa grand-mère paternelle « Madame mère », et sa tante paternelle Hortense de Beauharnais, ex reine de Hollande, et pour parrains, son grand-père maternel François 1er, empereur d'Autriche, représenté par son frère Ferdinand 1er, grand-duc de Wurtzbourg, et son oncle paternel Joseph Bonaparte, roi d'Espagne. Il n'est pas étonnant qu'ait pu paraître en 1811 un ouvrage intitulé : Recherches sur le couronnement des fils aînés des rois, héritiers du trône français et la prestation de fidélité du vivant de leur père.
Le titre de roi de Rome implique en outre que l'on s'adresse à l'enfant en l'appelant Sire ou Votre Majesté.
En outre, Napoléon capte ainsi l'héritage du Saint-Empire romain germanique : en effet, les électeurs ont la possibilité de désigner un successeur du vivant de l'empereur, et cet héritier reçoit le titre de roi des Romains.
Napoléon décide de donner à Rome le statut officiel de seconde ville de l'Empire français, et elle apparaît comme telle sur la médaille des bonnes villes de l'Empire.
Le titre de roi de Rome permet aux artistes d'associer dans leurs œuvres le fils de Napoléon Ier à la Ville éternelle et à tout ce que le nom de cette dernière a comme charge symbolique, historique et poétique. Ainsi, le peintre Innocent Louis Goubaud représente le jeune prince, couché dans son berceau, jetant un regard sur Rome ; c'est au Capitole que l'artiste Joseph Odevaere situe l'enfant ; Joseph Antoine Romagnesi réalise une sculpture de Minerve protégeant l'enfance de S.M. le roi de Rome où la déesse protectrice de Rome couvre l'enfant qui s'appuie sur la Louve de son bouclier. Une médaille gravée par Thomas Mercandetti représente l'enfant assis sur les genoux de la déesse Rome, tenant dans sa main droite la main de justice, avec à ses pieds la louve et les jumeaux Romulus et Rémus. Une des réalisations les plus spectaculaires mettant en scène la naissance du roi de Rome et ayant pour référence la Ville éternelle est la commande passée en septembre 1811 par le Sénat pour l'ameublement de la grande salle du premier étage du palais du Luxembourg : sont commandés les sièges, les couvertures à velours peint représentant des vues de la ville et huit grands panneaux de tentures ; sept des panneaux représentent les sites les plus prestigieux de la ville.

### Demeures
- Aux Tuileries, le roi de Rome habite au rez-de-chaussée, de la façade Est de l'aile Sud du palais, une suite d'enfilade de cinq pièces.
- À Compiègne, il vit dans l'ancienne aile de la Reine.
- À l’Élysée, il réside dans les combles de l'hôtel d'Évreux.
- À Saint-Cloud, le roi de Rome habite au rez-de-chaussée de l'aile gauche sur jardin, entre la cour d'honneur et le vestibule du fer à cheval.
- Napoléon Ier souhaite bâtir pour son fils un immense palais sur la colline de Chaillot : le palais du roi de Rome, appelé à devenir le foyer d'une cité impériale administrative et militaire. C'est en février 1811 que Napoléon Ier décide la construction de cet édifice et de baptiser palais du roi de Rome dès avant la naissance de son fils.
- À Rambouillet, Napoléon Ier, souhaitant disposer pour son fils d'un petit palais proche de sa résidence le château de Rambouillet,  fait transformer l'ancien Hôtel du gouverneur de Rambouillet, construit entre 1784 et 1785 sur ordre de Louis XVI par l'architecte Jacques-Jean Thévenin et le peintre Hubert Robert . L'architecte Auguste Famin , grand prix de Rome, se charge des travaux. Ce petit palais, dont le roi de Rome pouvait disposer dans l'attente de la construction de l'immense et grandiose palais de la colline de Chaillot, reçoit, à la suite des préparatifs de la campagne de Russie et des ressources de l'État diminuant, le titre de palais du roi de Rome le 2 mars 1812 comme l'atteste le livre des attachements servant de contrôle aux travaux faits sous les ordres de Famin. Le projet de Chaillot n'ayant jamais vu le jour, victime des prémisses, puis de la chute de l'Empire, il est le seul édifice survivant de ce qu'est rêve de l'Empereur pour son fils glorifié[12],[13],[14].
- À Meudon, Napoléon attribue à son fils le Château-Neuf, construit au début du XVIIIe siècle par le Grand Dauphin. L'empereur songe à en faire « l'école des Rois », où seraient éduqués tous les princes de sa maison destinés à régner sur l'Europe. D'importantes commandes de mobilier sont faites à cette époque. L'héritier de la couronne impériale fera ses premiers pas là où le premier fils de Louis XVI avait effectué sa dernière promenade.

### Éducation

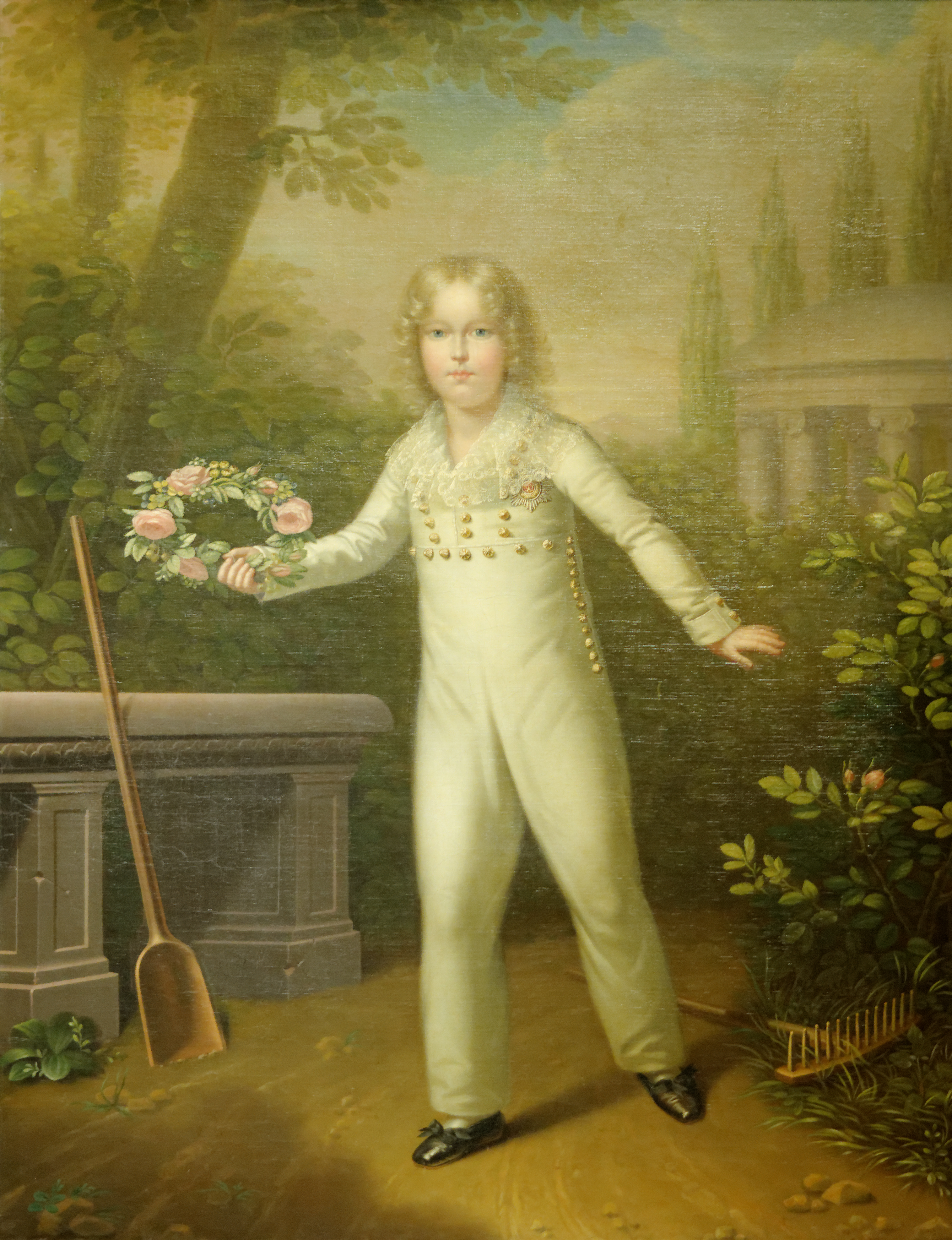
Carl von Sales, L'Aiglon (1797-1870) représenté en petit jardinier. Château de Schönbrunn, salon Napoléon.

Soucieuse de former dès son plus jeune âge le roi de Rome à la lecture, Mme de Montesquiou, surnommée « maman Quiou » par l'enfant, souhaite débuter au plus tôt l'apprentissage de la lecture ; elle fait appel à la méthode mise au point par Mme de Genlis pour l'éducation des enfants du duc de Chartres. Proche de la méthode syllabique, elle la complète en associant une image à un son.
Par ailleurs, on cherche à développer chez le jeune prince le goût de la lecture et on lui constitue donc une bibliothèque. Quelques mois après sa naissance, le roi de Rome est abonné à plusieurs journaux comme Le Moniteur, Le Journal de l'Empire, La Gazette de France. De nombreux ouvrages sont commandés pour lui donner une solide éducation religieuse, morale, historique et militaire. On peut citer notamment les Anecdotes chrétiennes, les Anecdotes militaires, les Figures de la Bible, les Fastes de la Nation française et des puissances alliées, les vues des Ports de mer de France, le Dictionnaire historique des Grands Hommes.
Du fait de l'importance de l'armée sous le Premier Empire et afin de faire naître chez le roi de Rome le goût des choses militaires, Mme de Montesquiou lui offre pour son premier anniversaire « un cavalier lancier polonais roulant et mouvant » et on le forme à l'uniformologie très jeune.
Mme de Montesquiou tient néanmoins à diversifier l'éducation de l'héritier de l'Empire français : elle lui fait donc livrer, dès décembre 1811, « un piano à trois octaves, boîte en acajou et touches en ivoire ».

### L'enfant tardif d'un «météore»
Rétrospectivement, on peut estimer que Napoléon et son fils vivent très peu de temps ensemble : la dernière fois qu'il le voit est le 24 janvier 1814, et il l'embrasse — ainsi que l'impératrice — avant d'engager la campagne de France. Ce sont donc de brefs rapports entre un père accaparé par la guerre et un très jeune enfant. Au cours de ces deux années, dix mois et quatre jours (de la naissance de l'enfant jusqu'à la séparation définitive), il y a cinq moments où la vie commune est possible :
- 20 mars 1811 - 22 mai 1811 : entre la naissance et le départ en voyage de l'Empereur et l'Impératrice à Cherbourg ;
- 4 juin 1811 - 18 septembre 1811 : entre le retour de Cherbourg et le départ en voyage de l'Empereur et l'Impératrice en Belgique et en Hollande ;
- 11 novembre 1811 - 8 mai 1812 : entre le retour de Hollande et le départ de Napoléon pour la campagne de Russie ;
- 19 décembre 1812 - 14 avril 1813 : entre le retour de Russie et le départ de Napoléon pour la campagne d'Allemagne ;
- 10 novembre 1813 - 24 janvier 1814 : entre le retour d'Allemagne et le départ de Napoléon pour la campagne de France.

Cumulées, ces cinq périodes représentent seulement un an, cinq mois et 22 jours, soit la moitié du laps de temps séparant les mois de mars 1811 et janvier 1814. L'enfant n'ayant commencé à parler qu'aux heures de la campagne de Russie, Napoléon n'a donc pu que jouer avec son fils.
Cette courte relation est relatée par des témoins ou artistes sous une forme qui tranche avec les principes en vigueur jusqu'alors : c'est généralement le portrait d'un père plutôt aimant et attentionné envers un garçonnet revêtu d'un enjeu dynastique et politique important. À la fin du XIXe et au début du XXe siècle, l'Empereur bénéficie d'un retour en grâce dans la pensée académique officielle et le souvenir de cette période française du roi de Rome fait l'objet, en France, d'ouvrages historiques ou destinés aux enfants.

## Prince disputé par la France et l'Autriche (1814-1815)

### Prince de Parme (1814)
Après la campagne de France et la prise de Paris, Marie-Louise et son fils résident à Rambouillet puis à Blois et Napoléon à Fontainebleau.
Le 4 avril 1814, Napoléon rédige un acte d'abdication conditionnelle, réservant les droits de son fils. Le 6 avril 1814, Napoléon doit finalement renoncer à la couronne pour lui et sa descendance, le Sénat refusant de conserver le régime impérial au profit d'une restauration des Bourbons. Le jeune Napoléon ne devient donc pas empereur en avril 1814, entre l'abdication conditionnelle du 4 avril 1814 et l'abdication sans condition du 6 avril 1814. Napoléon fait ses adieux à ses troupes le 20 avril 1814 à Fontainebleau et part pour l'île d'Elbe, refusant que sa femme et son fils le rejoignent. Un convoi emmenant Marie-Louise et son fils à Vienne part le 23 avril 1814.
Par le traité de Fontainebleau du 11 avril 1814 (article 5), le jeune Napoléon est nommé prince de Parme, étant le fils et l'héritier de la nouvelle duchesse souveraine de Parme et Plaisance. Cependant, le traité du 10 juin 1817 retire définitivement au fils de Marie-Louise à la fois son titre de prince et ses droits sur Parme qui ont déjà été remis en cause par l'article 99 de l'acte du congrès de Vienne du 9 juin 1815 et désormais dévolus aux Bourbon-Parme, qui doivent succéder à la duchesse.
Marie-Louise finit par laisser son fils à Vienne pour s'en aller régner à Parme à titre viager. Certains soutiennent que son fils est un bâtard au motif que le mariage de Joséphine avec Napoléon n'a pas été reconnu nul par le pape en personne.

### Empereur des Français

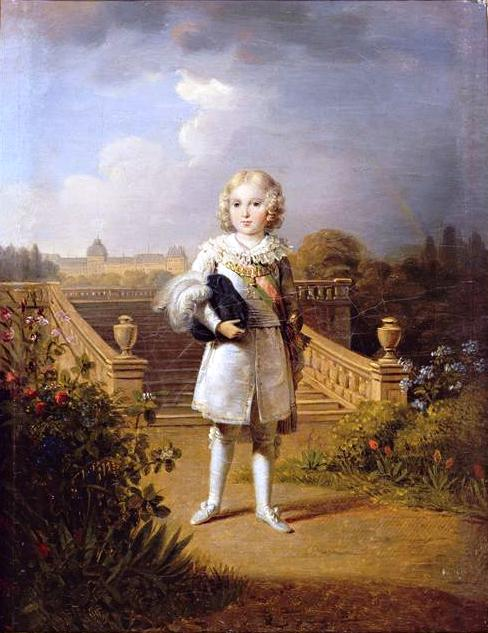
Georges Rouget, Le Roi de Rome dans le jardin des Tuileries, Ajaccio, musée Fesch.

Sous les Cent-Jours, l'acte additionnel aux constitutions de l'Empire du 22 avril 1815 rend au fils de Napoléon Ier restauré le titre de prince impérial. À la fin des Cent-Jours, l'abdication faite au palais de l'Élysée le 22 juin 1815 indique : « ma vie politique est terminée, et je proclame mon fils, sous le titre de Napoléon II, empereur des Français ». Cette proclamation est approuvée par le Parlement, Chambre des représentants et Chambre des pairs.
Une commission de gouvernement, présidée par Joseph Fouché, se met en place pour établir — en principe — la régence du nouvel empereur, âgé de quatre ans et qui se trouve alors à Vienne, mais les actes qu'elle promulgue ne font pas référence à Napoléon II et sont rédigés « au nom du Peuple français » dès le 26 juin 1815. Fouché, censé diriger le pays au nom de Napoléon II, ne se soucie guère de cet enfant absent de France et prend des contacts avec les royalistes en vue de préparer l'avenir. L'avancée des troupes britanniques et prussiennes jusqu'à Paris, après leur victoire à Waterloo, amène la commission à se séparer le 7 juillet 1815, sans avoir réussi à se mettre d'accord sur une proclamation officielle de Napoléon II. Louis XVIII rentre à Paris le lendemain pour y régner à nouveau.
Napoléon II aura été « empereur des Français » durant deux semaines, alors qu'il ne se trouvait pas en France. C'est en raison du règne, aussi bref que théorique, de Napoléon II que Louis-Napoléon Bonaparte se proclame empereur des Français sous le nom de Napoléon III.

## Prince français en exil à la cour d'Autriche (1815-1832)

### Duc de Reichstadt
François Ier d'Autriche traite dans les faits celui qui a été brièvement proclamé empereur des Français sous le nom de Napoléon II comme un membre de sa famille et il le fait élever parmi les archiducs d'Autriche. Dans la mesure où il est décidé que le titre de duc de Parme doit revenir aux Bourbons à la mort de l'impératrice Marie-Louise, il faut décider du statut du fils de Napoléon Ier. De fait, si ce dernier exprime dans son testament le souhait que son fils se souvienne toujours qu'il est né prince français, l'empereur d'Autriche et les membres de sa cour et de son gouvernement font tout pour éteindre cette identité.

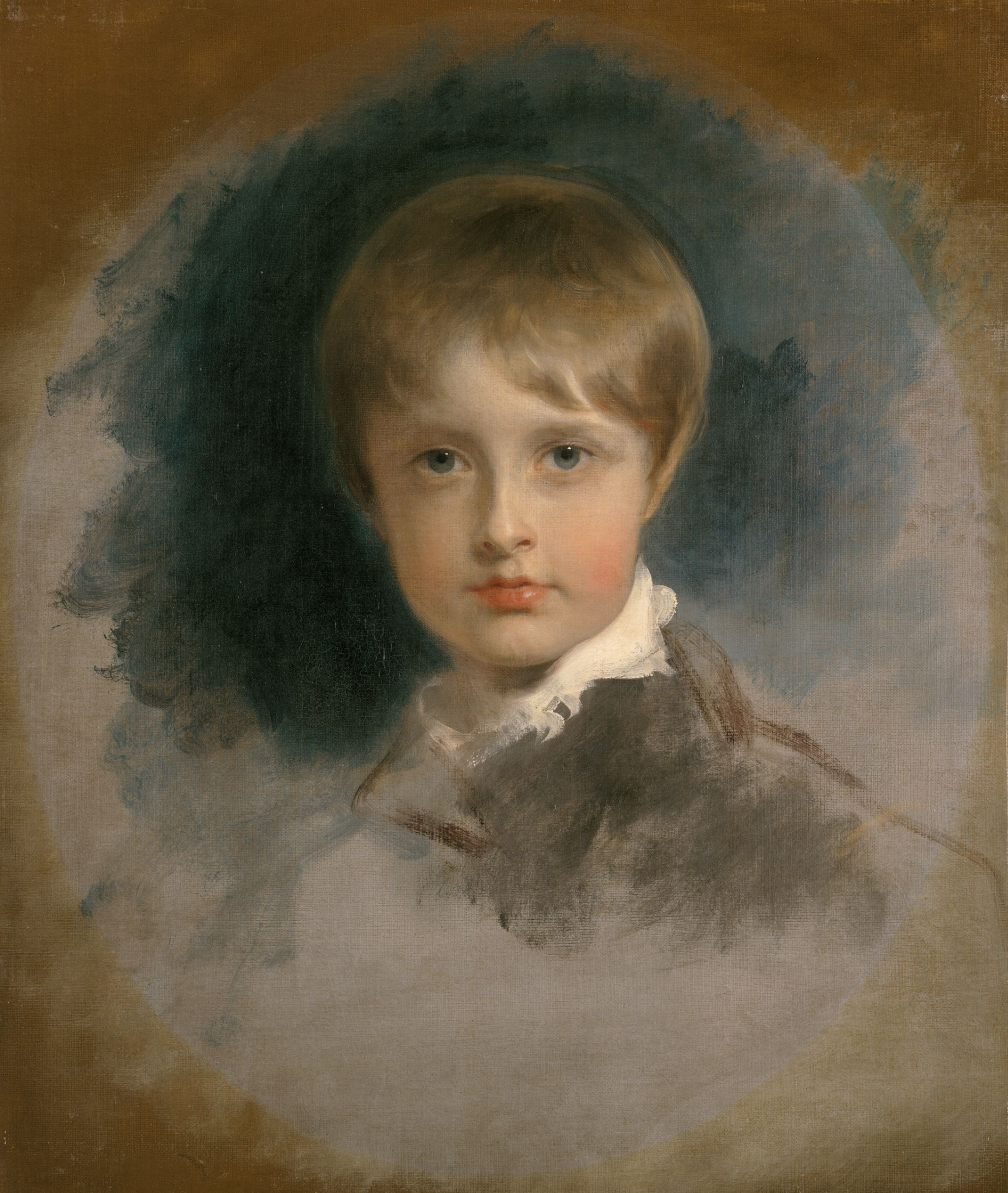
Thomas Lawrence, Napoléon-François-Charles-Joseph Bonaparte (1818-1819), Cambridge, Fogg Art Museum.

François Ier d'Autriche souhaite donc lui conférer un titre, des armes, des revenus qui lui permettent de tenir son rang à la cour et d'exister sous un nom ne reflétant pas sa filiation. À cette fin, le 22 juillet 1818, il délivre plusieurs lettres patentes. La première érige en duché le domaine de Reichstadt, la deuxième lui attribue le titre de duc de Reichstadt avec le prédicat d'altesse sérénissime, la troisième lui assure ces terres par acte de donation. Il érige la ville de Reichstadt en duché héréditaire et fixe par quatre lettres patentes impériales du 22 juillet 1818 le titre, les armes, le rang et les revenus de son petit-fils. L'empereur François Ier d'Autriche précise également que le duc de Reichstadt doit prendre rang, tant à sa Cour que dans l'étendue de l'empire d'Autriche, immédiatement après les princes de sa famille et les archiducs d'Autriche. À la cour, il est appelé « Franz », comme son grand-père.
Le 30 août 1818, l'empereur François Ier d'Autriche prend par disposition particulière dans la perspective d'un mariage du duc, la décision d'ériger en majorat ces terres en faveur d'une descendance masculine.
Reichstadt est alors une petite ville de Bohême. Son nom allemand signifie « ville impériale », ce qui peut être compris comme « ville libre » car dépendant directement de l'empereur. Le duché de Reichstadt n'est pas un duché souverain. Son titulaire ne s'y rend jamais.
Les armes du duc de Reichstadt sont « de gueules à la fasce d'or, à deux lions passants d'or, tournés à droite, l'un en chef et l'autre en pointe ». La lettre patente détaille l'ensemble des armoiries du prince : « l'écu oval posé sur un manteau ducal et timbré d'une couronne de duc ; pour supports, deux griffons de sable, armés, becqués et couronnés d'or, tenant des bannières sur lesquelles sont répétées les armes ducales ».

#### Entourage du duc de Reichstadt
Il est également chéri par toute sa famille Habsbourg-Lorraine, archiducs et archiduchesses d'Autriche, qui ont beaucoup de mal à comprendre l'attitude de leur sœur et tante Marie-Louise, retenue trop souvent dans son duché de Parme en plus de ses obligations souveraines par d'autres enfants, nés de son mariage hâtif avec le comte de Neipperg, d'où est issue la branche des princes de Montenuovo.
L'empereur François a donné l'ordre qu'il ne lui soit pas parlé de son père (appelé « le souverain usurpateur » à la cour autrichienne), mais si le sujet doit être abordé, il ne doit en aucun cas en être dit du mal, l'Empereur et toute la famille impériale d'Autriche ayant conservé leur admiration à l'ennemi vaincu[réf. nécessaire].
Napoléon II, renommé duc de Reichstadt, obtient néanmoins l'autorisation de pouvoir consulter la grande bibliothèque impériale de Vienne, si bien qu'il réapprend le français[réf. nécessaire] en lisant les Lettres de Madame de Sévigné, découvre son père en parcourant les ouvrages sur l'épopée napoléonienne et surtout Le Mémorial de Sainte-Hélène dans lequel Napoléon Ier s'adresse à son fils, lorsqu'il aurait seize ans.
La légende du duc de Reichstadt, coupé de son père, de son pays et d'un enfant «germanisé» par Metternich est forgée par le poète Barthélemy, mortifié de ne pas avoir été reçu à la Cour de Vienne, pour présenter l'épopée de Bonaparte Napoléon en Égypte.
Le duc de Reichstadt est proche de sa tante par alliance, l'archiduchesse Sophie, née Sophie de Bavière et épouse de l'archiduc François-Charles. Sophie, qui n'a que six ans de plus que l'Aiglon, est déjà mère de l'archiduc François-Joseph (futur empereur d'Autriche-Hongrie).

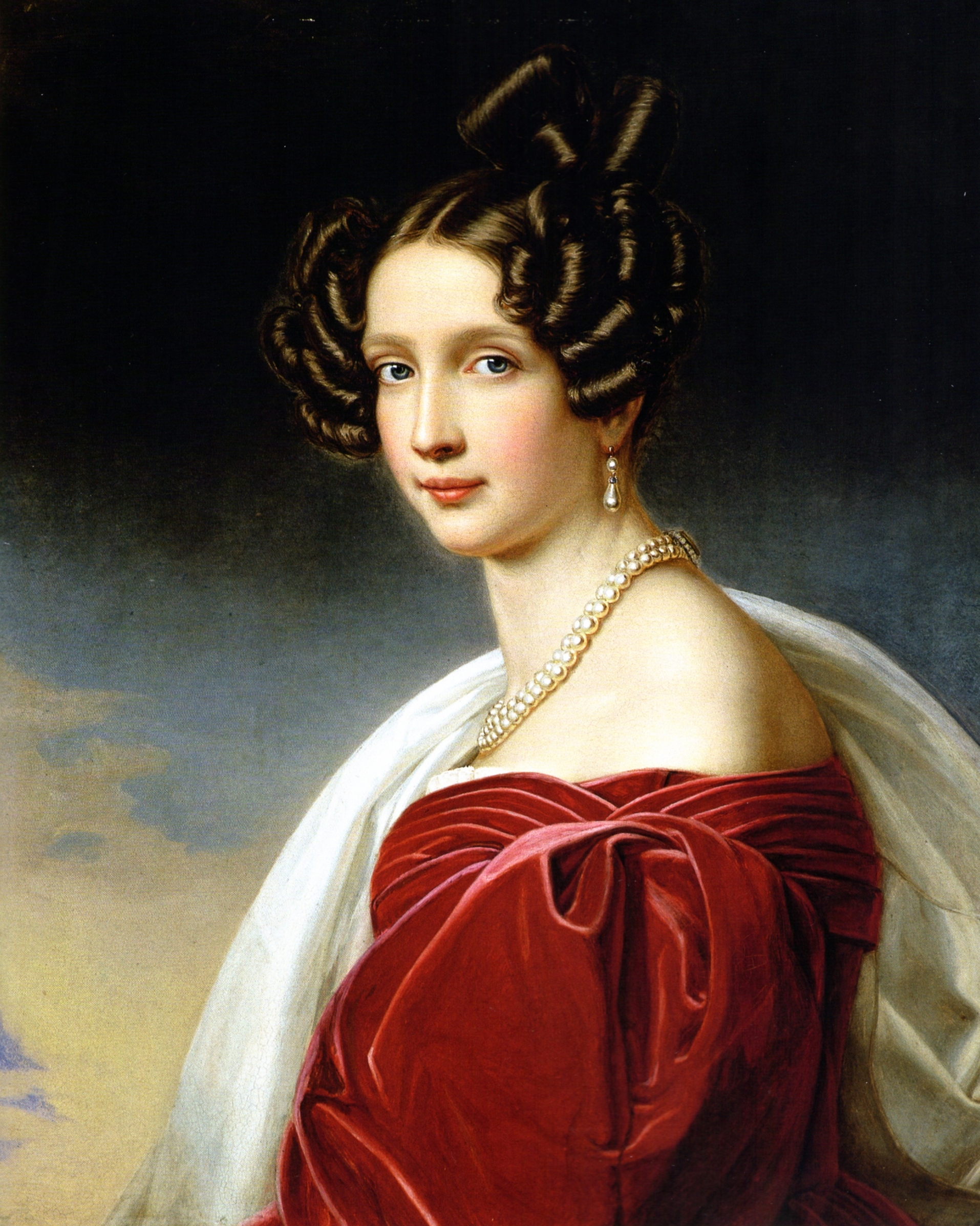
Joseph Karl Stieler, L'Archiduchesse Sophie (1832), Munich, château de Nymphenburg.

L'archiduchesse Sophie, comme son père, le roi Maximilien Ier Joseph de Bavière, qui doit son trône à Napoléon Ier, est une fervente bonapartiste. Sa sœur aînée, la princesse Augusta de Bavière, a épousé, sur ordre de Napoléon, le prince Eugène de Beauharnais, mariage qui se révèle des plus heureux. L'archiduchesse Sophie, ainsi que ses frères et sœurs, ont une réelle affection pour leur beau-frère. Ce lien doit certainement jouer dans les rapports affectifs de l'archiduchesse Sophie et du duc de Reichstadt.
Bien qu'enceinte de plusieurs mois, l'archiduchesse Sophie assiste le duc de Reichstadt dans les derniers mois de sa vie.

#### Instruction du duc de Reichstadt
Le duc de Reichstadt a plusieurs professeurs chargés de son instruction : Collin pour le latin et le grec, Foresti pour les mathématiques et les éléments de stratégie, Baumgartner pour la physique, la chimie et les sciences naturelles, Pina et Foresti pour l’italien. Deux Français, Podewin et Barthélemy, lui enseignent des rudiments de français. Pour la danse, il a le maître de ballet Philippe Taglioni.

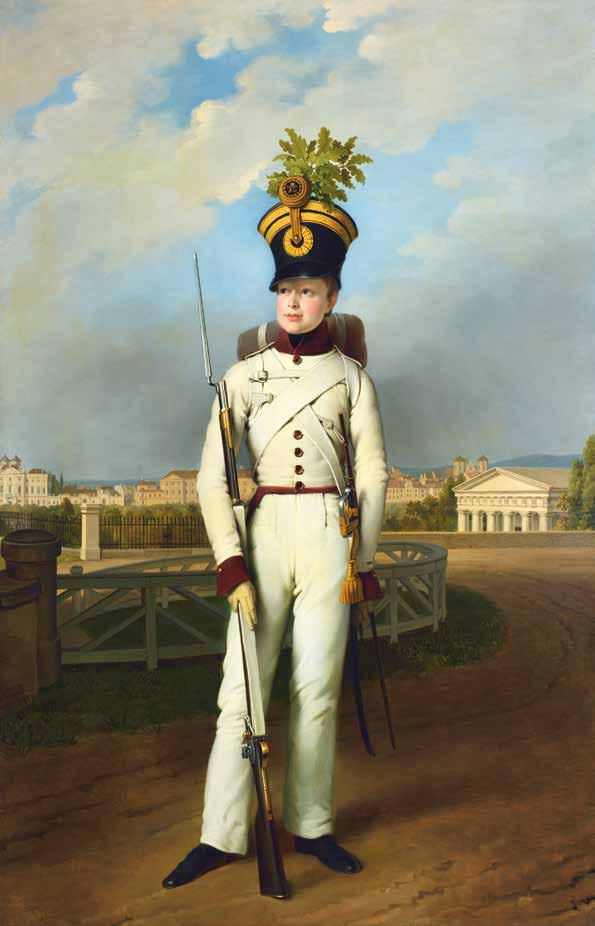
Johann Peter Krafft, Portrait du duc de Reichstadt en uniforme blanc de sergent-major (1823).

#### Début de carrière militaire du duc de Reichstadt
Durant l’été 1822, l’empereur François nomme son petit-fils caporal : l’enfant en tire une très grande fierté et, lors du repas familial qui suit, il apparait en uniforme, prenant place tout au bout de la table, pour laisser la place aux généraux présents.
Fin 1826, il prend la décision de devenir officier, et il reçoit une formation à cet effet. Cette décision est peut-être liée au fait qu’il a eu libre accès à la bibliothèque impériale, où au sortir de l'adolescence il dévore le Mémorial et autres ouvrages récemment parus au sujet de son père. Le 17 août 1828, son grand-père le nomme capitaine dans son régiment de chasseurs tyroliens. Pour le récompenser, Marie-Louise lui donne le sabre des Pyramides. À la fin du mois de juin 1829, Franz prend part, régulièrement, aux manœuvres de son bataillon, à Mauer. Il est nommé chef de bataillon au régiment Lamezan-Salins (no 54), au début du mois de juillet 1830.
Le 14 juin 1831, il prend son service au régiment d’infanterie hongroise no 60 (colonel Gyulai, puis colonel Wasa).

#### Enjeux politiques du duc de Reichstadt
En juillet 1830, on crie « Vive Napoléon II » dans les rues de Paris.
Au royaume uni des Pays-Bas, les Belges, début novembre 1830, érigent leur pays en royaume souverain. On évoque la candidature du duc de Reichstadt. Mais l’idée va à l’encontre de la recommandation que Napoléon lui a faite, de ne jamais oublier qu’il est né prince français.
Fin novembre 1830, le même vent de contestation atteint la Pologne. Un ancien de la Grande Armée, le général Chlopicki de Necznia, prit le pouvoir, et on cria « Vive Napoléon, roi de Pologne » à Varsovie. L’idée d’aller se mettre au service de ce peuple qui a fait preuve d’attachement à son père put plaire au fils. Cette idée ne fait malgré tout pas son chemin, malgré une campagne menée jusque dans le salon de Metternich.
Une remarque de Friedrich von Gentz révèle l’état d’esprit qui régne à cette époque au sujet du duc de Reichstadt : « Le petit Napoléon est un objet de désordre et de peur pour la plupart des cabinets européens. Il faut avoir entendu les conversations des dernières années, pour savoir jusqu’à quel point le nom de cet enfant énervait et effrayait même les ministres les plus habiles et être au courant de tout ce qu’ils inventaient et proposaient pour au moins faire oublier son existence. »

#### Mort

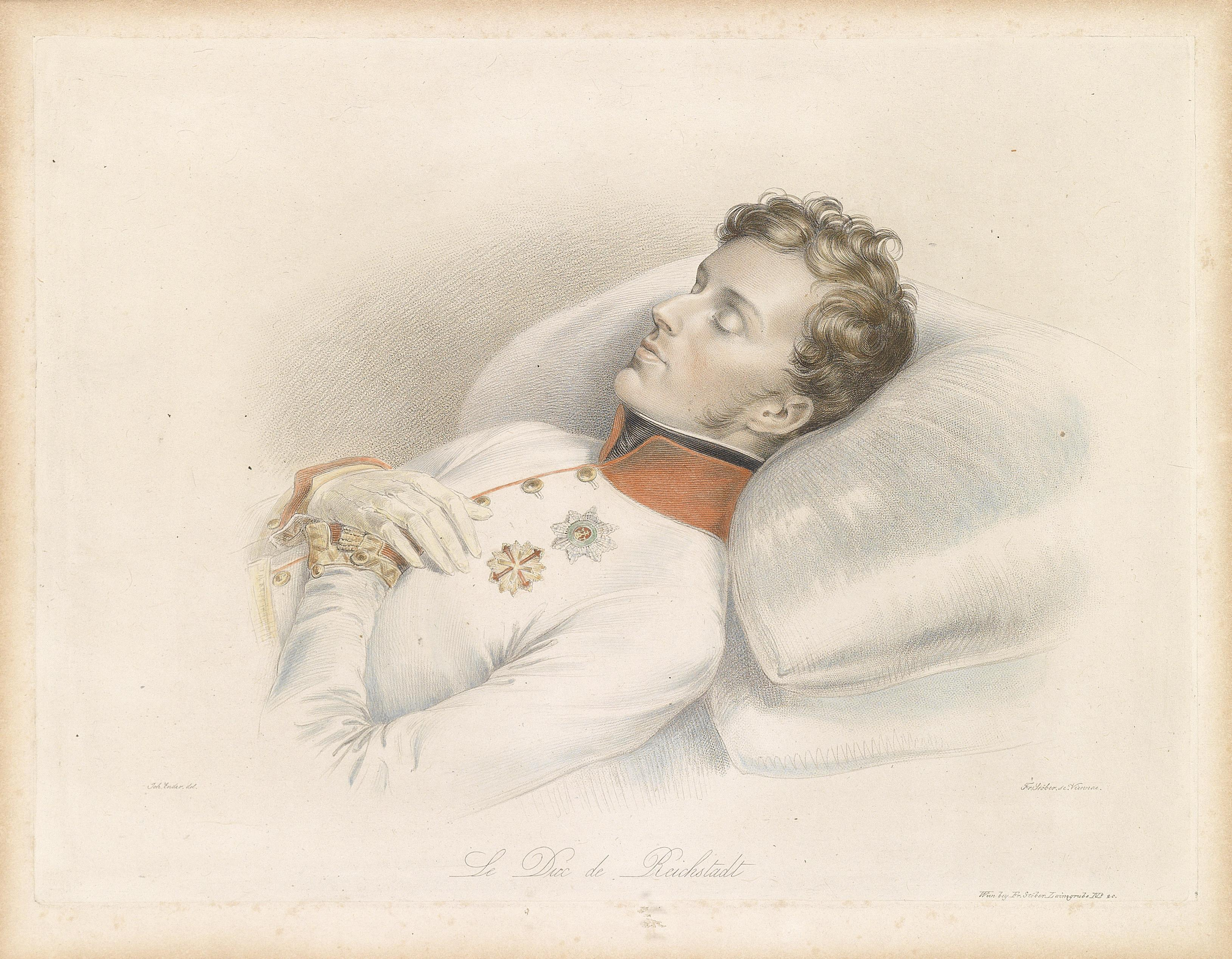
Franz Xaver Stöber d'après Johann Ender, Le Duc de Reichstadt (1832), gravure. Il est représenté sur son lit de mort dans le palais impérial de Schönbrunn dans la même chambre qu'avait occupée son père triomphant après Wagram et Austerlitz.

Dès le début de l'année 1832, alors qu'il reprend son service militaire, son état se dégrade (nombreuses congestions pulmonaires, pneumonie le clouant au lit), les médecins — son médecin personnel le docteur Malfatti, les docteurs Raiman et Vichrer, Vivenot et Turcken appelés pour le suppléer lorsque l'affection s'aggrave — le soignent à tort pour son foie alors qu'il est atteint de la tuberculose.
Le 15 avril, les médecins le considèrent comme perdu, ce qui vaut à Napoléon II de constater amèrement : « Ma naissance et ma mort, voilà toute mon histoire. Entre mon berceau et ma tombe, il y a un grand zéro ». Sa mère, prévenue, ne le rejoint à Vienne que le dimanche 24 juin. Il meurt le 22 juillet 1832 de la tuberculose, à l'âge de 21 ans.
Napoléon II meurt sans alliance ni postérité. Après l’autopsie, le cœur est placé dans un vase canope entouré d’un ruban tricolore bleu-blanc-rouge, pour être gardé dans la crypte des Augustins (les cœurs de tous les Habsbourg y sont rangés depuis 1864), les viscères étant enfermés dans une urne en argent, scellée dans une boîte métallique, destinée à la crypte de la cathédrale Saint-Étienne. Puis le duc de Reichstadt, revêtu de son uniforme blanc de colonel du régiment d’infanterie Nassau, est présenté au public, dans un cercueil habillé de velours rouge, sur une table recouverte d’un drap noir, dans le salon des Laques.

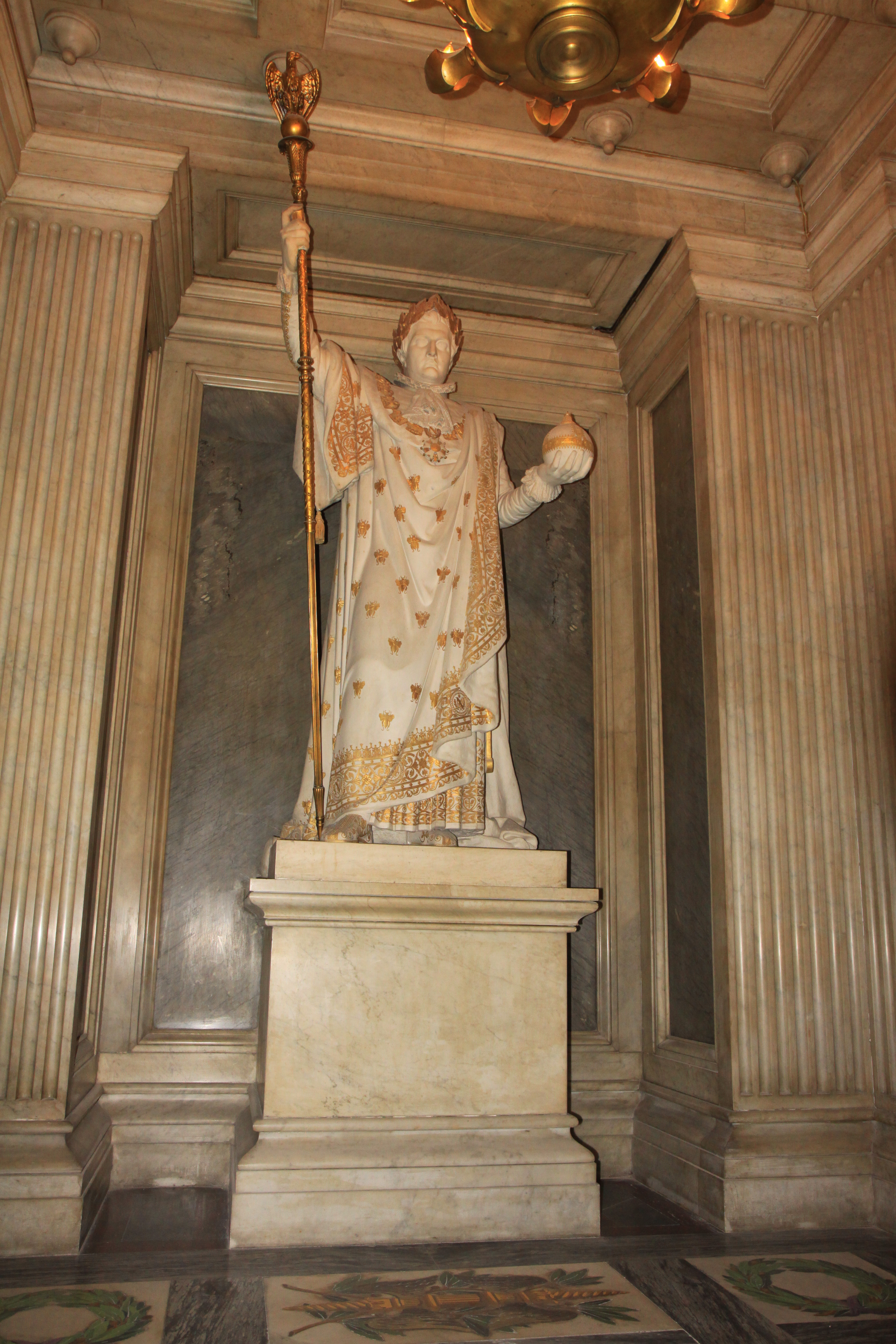
Pierre-Charles Simart, Statue de Napoléon Ier dominant le tombeau de Napoléon II, Paris, nécropole des Invalides.

Le corps est plus tard transporté de nuit, sur une civière tirée par deux barbeaux, et entourée d’officiers à cheval du régiment de Wasa, à la chapelle de la Hofburg, où il est veillé. Devant le catafalque sont présentées ses armes, ainsi que l’urne contenant son cœur et celle contenant ses entrailles. Des officiers de la Garde formaient le piquet d’honneur. Une foule nombreuse, malgré l’heure tardive, vient défiler devant la dépouille.
Le 27 juillet 1832, selon le cérémonial ancestral prévu pour un archiduc, Napoléon II, après avoir été transporté de la Hofburg, sur le catafalque rouge et or des archiducs, par la Michaelerplatz et l’Augustinerstrasse, jusqu’au Neuermarkt, est descendu dans la crypte des Capucins, la Kapuzinergruft.
Sur le cercueil, une plaque de cuivre ornée d'une croix tréflée porte une inscription en latin, datée du 22 juillet 1832 : 
AETERNAE. MEMORIAE IOS. CAR. FRANCISCI. DUCIS. REICHSTADIENSIS NAPOLEONIS. GALL. IMPERATORIS ET MAR. LVDUVICAE. ARCH. AVSTR. FILII NATI. PARISIIS. XX. MART. MDCCCXI. IN. CVNABVLIS REGIS ROMAE. NOMINE. SALVTATI AETATE. OMNIBVS. INGENII. COPORISQVE DOTIBVS FLORENTEM PROCERA. STATVRA. VVLTV. IVVNILITER. DECORSO SINGVLARI. SERMONIS. COMITATE MILITARIBVS. STVDIIS. ET. LABORIBVS MIRE. INTENTVM PHTISIS. TENTATVIT TRISTISSIMA. MORS. RAPVIT. SVBVRBANO. AVGVSTORVM. AD. PVLCHRVM FONTEM PROPE. VINDOBONAM XXII. IVLII. MDCCCXXXII. (« À L'ÉTERNELLE MÉMOIRE DE JOSEPH CHARLES FRANÇOIS, DUC DE REICHSTADT, FILS DE L'EMPEREUR FRANÇAIS NAPOLÉON ET DE L'ARCHIDUCHESSE MARIE-LOUISE D'AUTRICHE, NÉ À PARIS LE 20 MARS 1811, TITRÉ À LA NAISSANCE SOUS LE NOM DE ROI DE ROME POUR TOUS LES MÉRITES DE SON INTELLIGENCE ET DE SON CORPS. DÈS SON PLUS JEUNE ÂGE, D'UNE GRANDE TAILLE, D'UN VISAGE UNIQUE ET BEAU COMME CELUI D'UN JEUNE HOMME, D'UNE BONTÉ DANS SES CONVERSATIONS. PENDANT SON ÉTUDE DE L'ART MILITAIRE ET SES SERVICES, LA TUBERCULOSE L'ATTAQUA EXTRAORDINAIREMENT ET LA MORT, TRÈS CRUELLE, L'EMPORTA AUX PORTES DE LA BELLE FONTAINE DES AUGUSTE, PRÈS DE VIENNE, LE 22 JUILLET 1832. ») .
C'est le seul document à mentionner, en Autriche, que le corps enfermé dans ce cercueil est le fils de Napoléon, empereur des Français et, par sa naissance, roi de Rome.
Soucieux d'améliorer son image aux yeux des Français, Hitler décide en 1940 sur le conseil d'Otto Abetz du rapatriement de la dépouille de l'Aiglon en France. Une cérémonie funèbre et nocturne a lieu aux Invalides, dans la nuit du 14 au 15 décembre 1940, devant une assistance triée sur le volet.

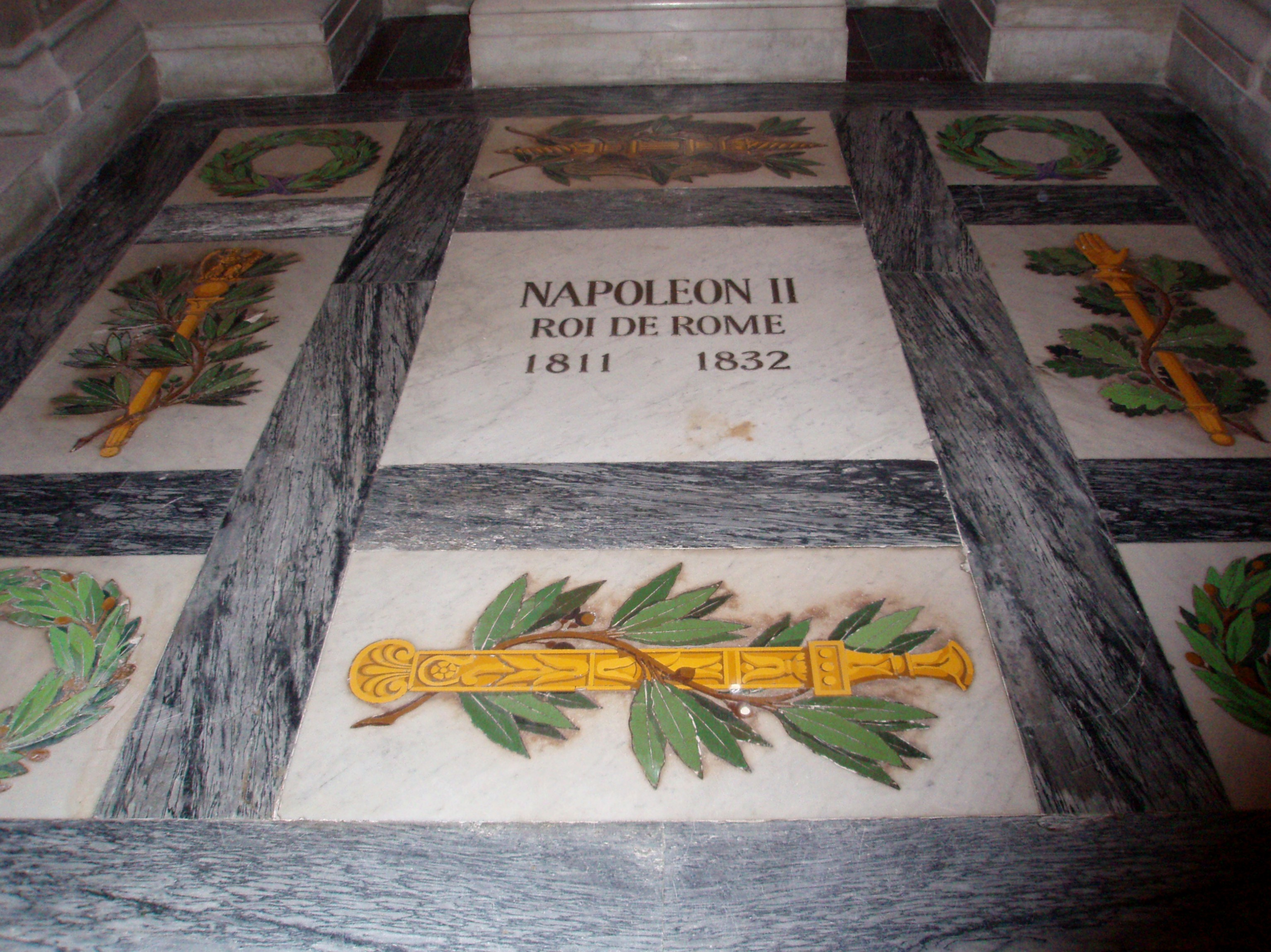
Détail de la tombe de Napoléon II, Paris, nécropole des Invalides.

Cette cérémonie franco-allemande, conçue pour coïncider avec le 100e anniversaire du retour des cendres de l'Empereur en France, a lieu dans une atmosphère glaciale, dans tous les sens du terme, en raison de la crise qui a éclaté entre le Reich et Vichy, après le renvoi de Pierre Laval. La cérémonie manque toutefois son effet de promotion de la collaboration, puisque la manœuvre d'Hitler consistant à attirer Pétain à Paris pour installer un nouveau gouvernement collaborationniste à Versailles échoue. Goguenards, les Parisiens murmurent : « Ils nous prennent le charbon et ils nous rendent les cendres ! ».
La tombe de Napoléon II aux Invalides est située près de celle de son père, dans la cella, une partie close dans la galerie qui entoure le tombeau de Napoléon et porte l'inscription « Napoléon II - Roi de Rome ». Auparavant, cette cella accueillait les objets personnels de l'Empereur.
Le 18 décembre 1969, le sarcophage est déplacé dans la crypte, sous une dalle de marbre. Le tombeau est dominé par une statue de Pierre Charles Simart représentant Napoléon Ier en Imperator romain.

## Titres et honneurs

### Titulature
- 20 mars 1811 - 6 avril 1814 : Sa Majesté le roi de Rome
- 6 avril 1814 - 22 juillet 1818 : Son Altesse Sérénissime le prince de Parme, Plaisance et Guastalla
  - 20 mars 1815 - 22 juin 1815 : Son Altesse Impériale le prince impérial (Cent-Jours)
  - 22 juin 1815 - 7 juillet 1815 : Sa Majesté Impériale l'empereur des Français (Cent-Jours)
- 22 juillet 1818 - 22 juillet 1832 : Son Altesse Sérénissime le duc de Reichstadt

### Ordres et décorations
| Grand aigle de la Légion d'honneur                                        |
| Ordre de la Couronne de fer de l'Italie                                   |
| Ordre de Saint-Étienne de Hongrie                                         |
| Ordre sacré et militaire constantinien de Saint-Georges du Duché de Parme |

## Armoiries
Napoléon II a porté différentes armoiries correspondant aux statuts qui furent successivement les siens.
- Les armes du roi de Rome sont identiques à celles de l'empereur des Français. Les armoiries sont en revanche plus simples en ce que n'y apparaissent ni le sceptre, ni la main de justice, ni le heaume.
- Proclamé empereur des Français par les chambres, Napoléon II peut porter les grandes armoiries de l'empire.
- Par le traité de Fontainebleau de 1814, il est nommé prince de Parme, étant le fils et l'héritier de la nouvelle duchesse souveraine de Parme, Plaisance et Guastalla. Cependant, le traité du 10 juin 1817 retire définitivement son titre de prince et ses droits sur Parme.
- Les armes du duc de Reichstadt sont proches des armes de la maison d'Autriche qui sont de gueules à la face d'argent[36]. De plus, les griffons de sable qui en sont les supports sont des supports en usage de la Maison d'Autriche (ils furent ainsi utilisés dans les grandes armoiries de l'Autriche-Hongrie pendant la Première Guerre mondiale).

Armoiries du roi de Rome.
Armoiries de l'empereur des Français.
Armoiries du duc de Reichstadt, 1818-1832.
Variante des armoiries du duc de Reichstadt.

## Dans les arts et la culture populaire

### Filmographie

#### Cinéma
- 1931 : Der Herzog von Reichstadt de Viktor Tourjanski, joué par Walter Edthofer.
- 1961 : Napoléon II, l'aiglon de Claude Boissol, joué par Bernard Verley.

### Souvenir de l'Aiglon
Le souvenir du fils de Napoléon se perpétue au travers d'œuvres et d'hommages posthumes.
- Le surnom de « l'Aiglon » lui vient de poèmes de Victor Hugo écrits en 1852, par analogie à son père Napoléon Ier surnommé l'Aigle[37]. Parler du Fils de l'homme marque un degré supplémentaire dans la mystique napoléonienne.
- Deux voies aménagées sous le Second Empire à Paris sont dédiées au souvenir du fils de Napoléon Ier : l’avenue du Roi-de-Rome qui devient l’avenue Kléber en 1879, et la place du Roi-de-Rome devenue la place du Trocadéro en 1877. Cette avenue et ce site sont alors proches de l'emplacement où aurait dû s'élever le palais du roi de Rome.
- Jadis, deux bateaux effectuant la liaison « île d'Aix - Fouras » de la Régie Départementale des Passages d’Eaux portent le nom de L'Aiglon en 1948 et Le Roi de Rome en 1956.
- Edmond Rostand écrit en 1900 la pièce de théâtre l'Aiglon, présentée pour la première fois le 15 mars 1900 au théâtre Sarah-Bernhard à Paris.

### Iconographie

#### Roi de Rome

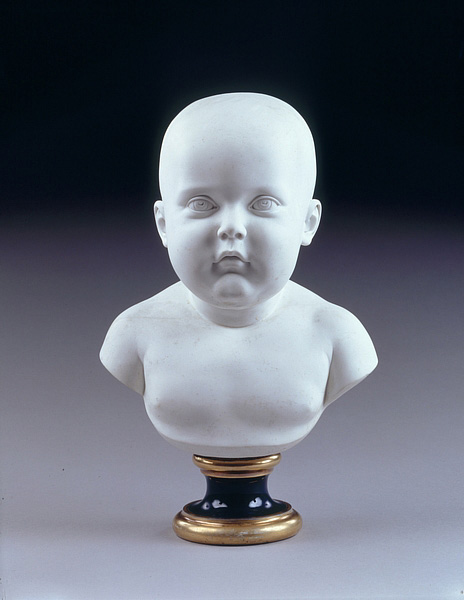
Henri-Joseph Rutxhiel, Le Roi de Rome en 1811 (1811), Rueil-Malmaison, château de Malmaison.
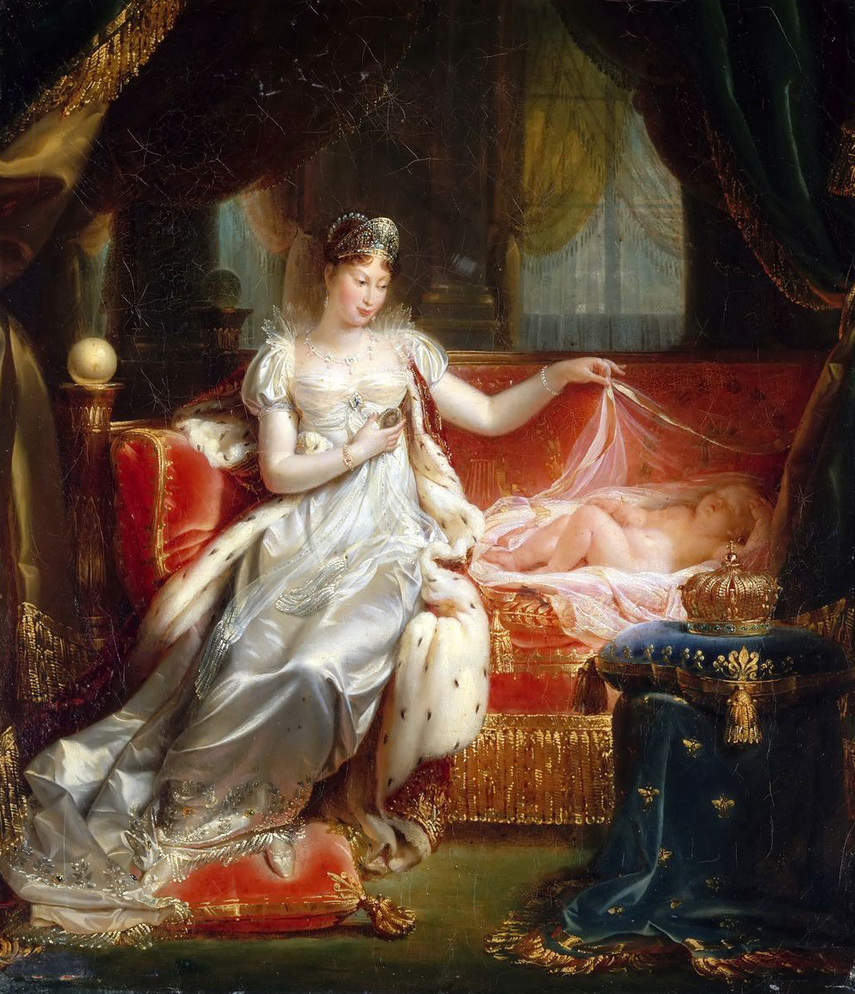
Joseph-Boniface FranqueL'Impératrice Marie-Louise veillant sur le sommeil du roi de Rome (1811), château de Versailles.
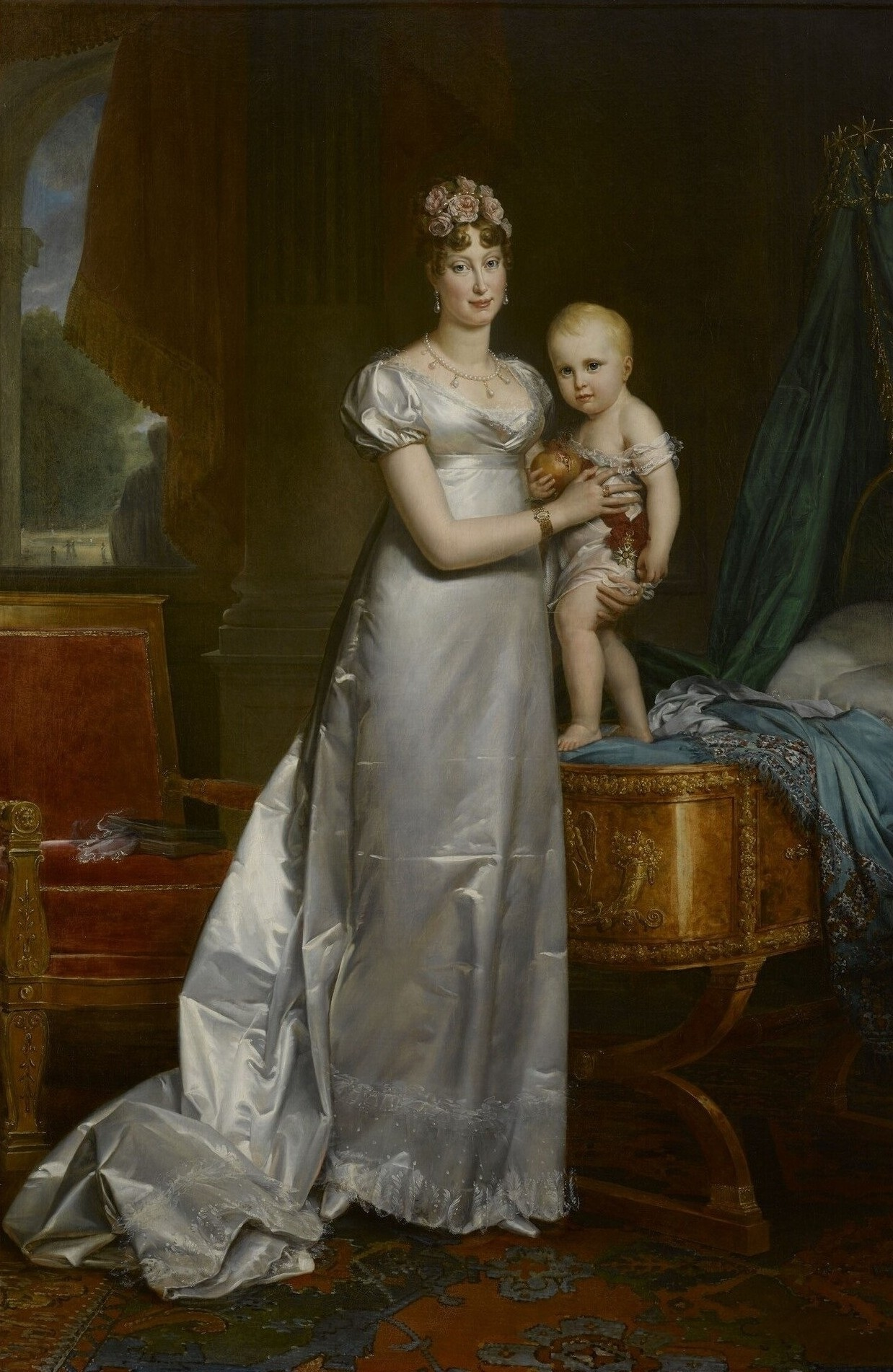
François Gérard, L'Impératrice Marie-Louise, impératrice des Français, et le Roi de Rome (1813), château de Versailles.
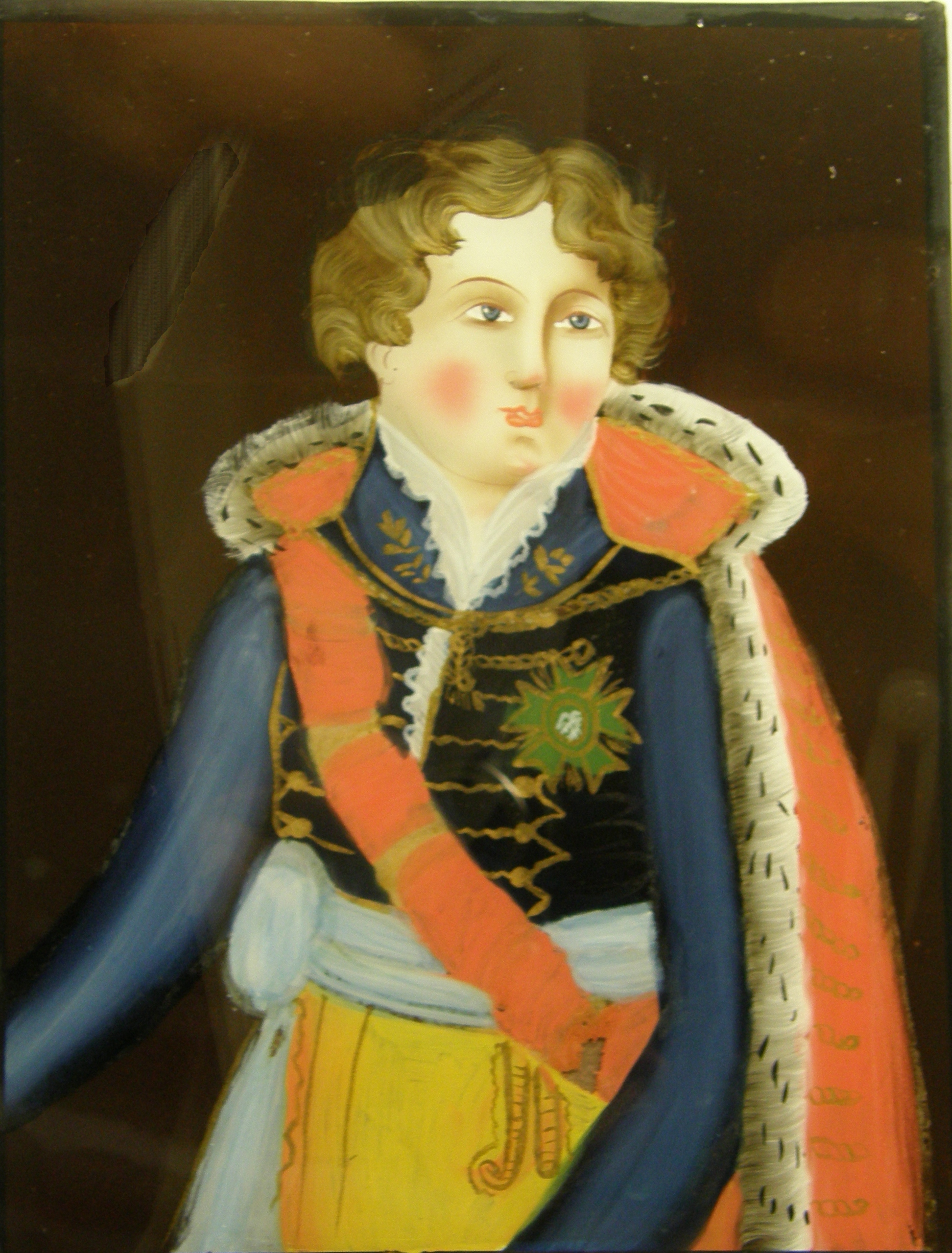
Attribué à l'atelier de Benedict Winterhalder, Napoléon II (1re moitié du XIXe siècle), peinture sous verre, Colmar, musée Unterlinden.

#### Duc de Reichstadt

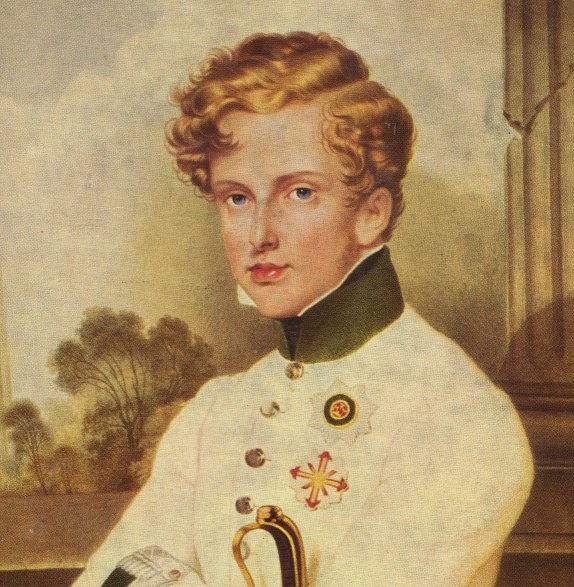
Moritz Michael Daffinger, Le Duc de Reichstadt en uniforme blanc de colonel, localisation inconnue.
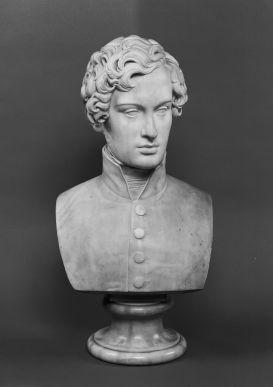
Pietro Tenerani, Buste du duc de Reichstadt (1830-1835), château de Fontainebleau.
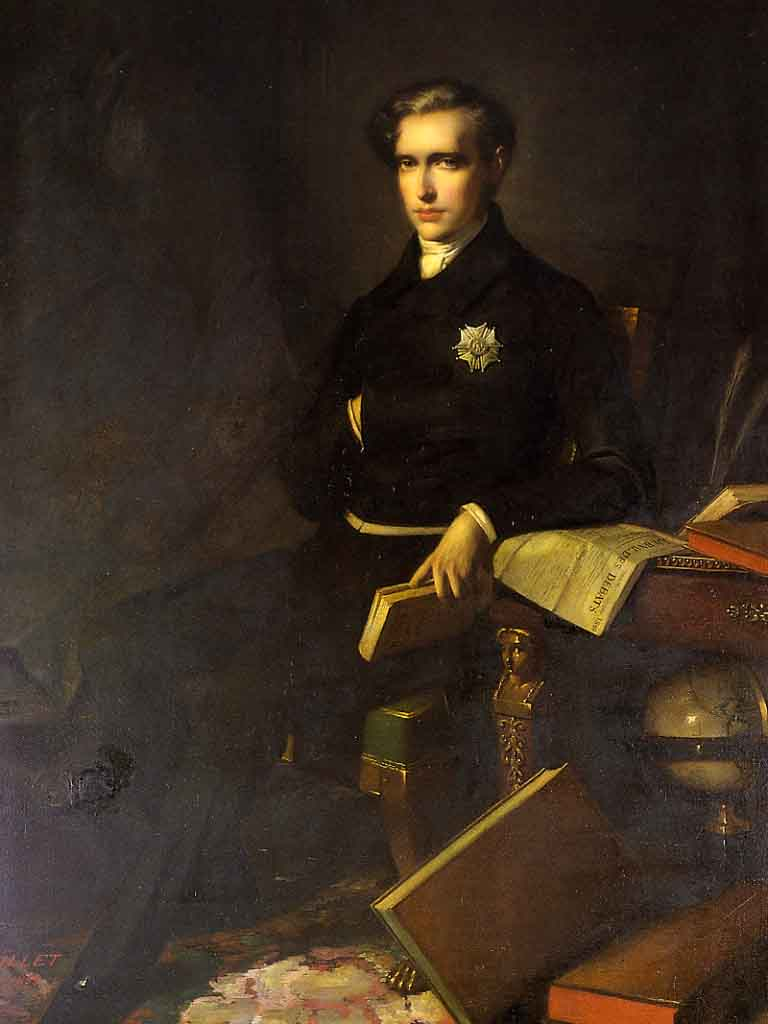
Étienne Billet, Le Duc de Reichstadt (1853), Salenstein, château d'Arenenberg.
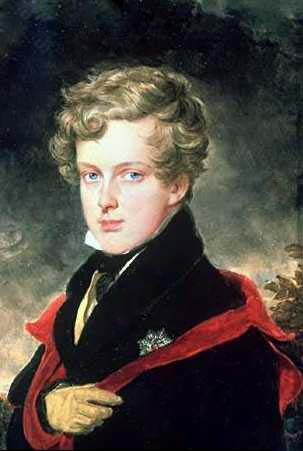
Anonyme, Le Duc de Reichstadt, localisation inconnue.

#### Ouvrages anciens
- Georg Hassel, Genealogisch-historisch-statistischer Almanach, 1830 - armes du duc de Reichstadt.
- Hector Fleischmann, Le Roi de Rome et les femmes, Paris, Albert Méricant, 1910, 371 p. (lire en ligne), disponible sur Wikisource.

#### Études historiques, essais et catalogues d'exposition
- André Castelot, Le fils de l'empereur, Paris, Presse de la cité, 1960, nouvelle édition 1972, 154 p..
- Jean Blécon, Le palais du roi de Rome : Napoléon II à Rambouillet, Paris, Somogy, 2004, 175 p. (ISBN 2-85056-809-0).
- Charles Mullié, Biographie des célébrités militaires des armées de terre et de mer de 1789 à 1850, 1852 [détail de l’édition], 2 tomes (AH et IZ), Fayard, Paris, 1re éd. 1987, nouvelle éd. 1999  (ISBN 2-213-60485-1).
- Jacques Perot (dir.), La pourpre et l'exil : l'Aiglon (1811-1832) et le Prince impérial (1856-1879) : exposition au Musée national du château de Compiègne, 25 novembre 2004-7 mars 2005, Paris, Réunion des musées nationaux, 2004, 292 p. (ISBN 2-7118-4756-X, présentation en ligne).
- Jean Tulard, Napoléon II, Paris, Fayard, 1992, 262 p. (ISBN 2-213-02966-0, présentation en ligne).
- Serge Hayat, L'Empire en héritage, Paris, Editions Allary, 2015, 500 p.  (ISBN 978-2-37073-061-9)
- Laetitia de Witt, L'Aiglon, Tallandier, 2020.

#### Littérature
- Edmond Rostand, L'Aiglon.